# Cantó de Caors-Nord-Oest
El cantó de Caors-Nord-Oest és un cantó francès del departament de l'Òlt, situat al districte de Caors. Té 4 municipis i el cap és Caors.

## Municipis
- Caors
- Espèra
- Mercuès
- Pradinas

## Història
| Data d'elecció                           | Identitat  | Partit | Qualitat |
| ---------------------------------------- | ---------- | ------ | -------- |
| 1979-                                    | Marc Baldy | MRC    |          |
| les dades anteriors no són pas conegudes |            |        |          |
|                                          |            |        |          |